# Dante Sala
Dante Sala (Carpi, 8 maggio 1905 – Carpi, 25 agosto 1982) è stato un presbitero italiano riconosciuto tra i Giusti tra le nazioni per la sua opera a favore degli ebrei perseguitati durante l'Olocausto.

## Biografia
Di umili origini, Dante Sala entrò in seminario a diciannove anni e venne ordinato sacerdote nel 1935. Svolge il suo ministero pastorale nella bassa modenese, prima a Mirandola e poi a San Martino Spino.
Dopo l'8 settembre 1943, ospitò nella sua canonica una famiglia ebrea di origine jugoslava, che grazie ai contatti di Silvio Borghi, casaro di Mortizzuolo, riuscì ad accompagnare a Cernobbio per poi farli rifugiare in Svizzera. In seguito, entrò in contatto con Odoardo Focherini, con cui riesce a salvare 105 ebrei. Don Sala accompagnò in prima persona piccoli gruppi di 5-10 persone in treno da Modena a Milano e quindi a Como fino a Cernobbio dove, contando sull'aiuto della famiglia di Dino Riva, contrabbandieri sicuri e sul fedele appoggio di alcune guardie confinarie, riuscì a farli espatriare in Svizzera. Dal momento che i contrabbandieri pretendevano la somma di 3.000 lire per ogni persona accompagnata, Sala e Focherini dovettero lavorare duramente per organizzare l'operazione e aiutare gli ebrei poveri.
Il 4 dicembre 1944 venne arrestato alla stazione di Como e poi detenuto nel carcere di San Donnino a Modena per due mesi, subendo brutali interrogatori. L'intervento dei superiori impedisce che il processo giunga di fronte ad una corte militare. Assolto infine per insufficienza di prove ritorna, alla fine di gennaio, a San Martino Spino, dove impedì la deportazione in Germania di un centinaio di parrocchiani, facendoli assumere presso il 5° Centro di Allevamento Quadrupedi.
Dal 1947 divenne cappellano del cimitero monumentale di Carpi, fino al suo ritiro nel 1977.

## Riconoscimenti

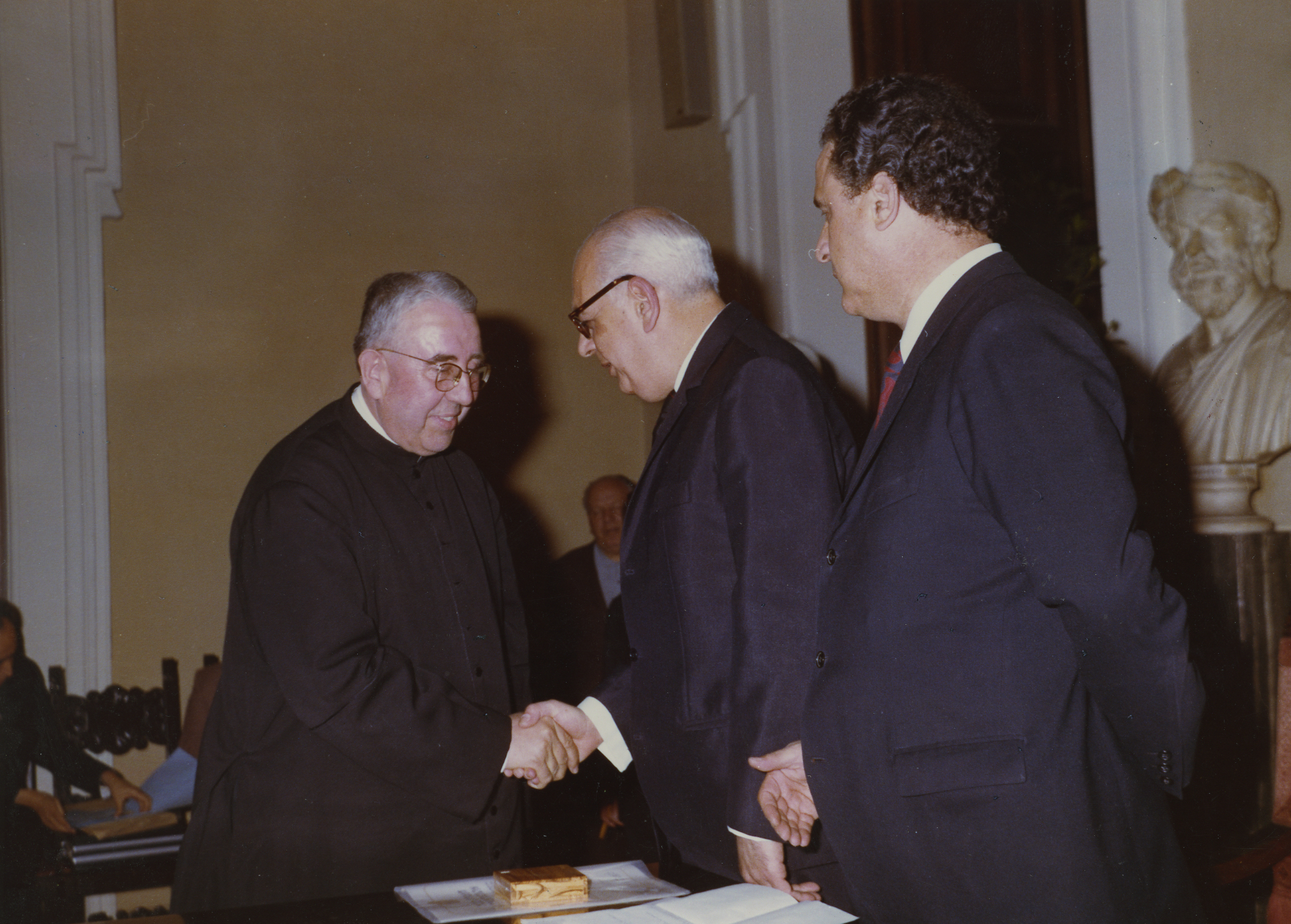
Don Dante Sala riceve la medaglia d'oro di Giusto tra le Nazioni (Roma, 3 maggio 1971)

Nel 1955 l'Unione delle comunità ebraiche italiane gli conferì a Milano la medaglia d'oro in segno di ringraziamento.
Grazie all'interessamento di Alice e Max Almoslino, due ebrei da lui salvati, il 18 febbraio 1969 la Commissione Internazionale Yad Vashem lo ha riconosciuto come Giusto fra le nazioni, onorificenza attribuita nel 1969 anche all'amico Odoardo Focherini, morto nel campo di concentramento di Hersbruck in Germania. Il 3 maggio 1971 gli è stata consegnata a Roma la medaglia d'oro di giusto tra le nazioni. Il 28 settembre 1972 don Sala si è recato a Gerusalemme per piantare un albero nel viale dei Giusti.
Il 28 gennaio 2011 è stato messo a dimora un ulivo in sua memoria presso il giardino dell'Istituto Luosi di Mirandola.
A lui sono intitolati una strada nel comune di Carpi e un giardino urbano a San Martino Spino.

## Opere
- Oltre l'Olocausto: 105 ebrei strappati alla deportazione, Milano, Movimento per la vita, 1979,  p. 135, SBN MIL0524620.